# La Monte Young
Pour les articles homonymes, voir Young.
Ne doit pas être confondu avec l’architecte italien Lamont Young.
La Monte Young, né le 14 octobre 1935 à Bern (Idaho, États-Unis), est un compositeur et artiste américain de musique contemporaine. Young est souvent associé au mouvement de la musique minimaliste, qu'il a contribué à créer, avec notamment sa composition Trio for Strings (1958), considérée comme l'une des œuvres fondatrices du minimalisme. Il a également été proche dans les années 1960 de la musique expérimentale de John Cage  et a collaboré avec des artistes du mouvement Fluxus. Young a contribué à créer le courant musical dit de drone, à partir de ses compositions statiques utilisant des sons de très longue durée.

## Biographie

### Jeunesse et études
La Monte Young est né dans une cabane en rondins à Bern, dans l'Idaho, dans une petite communauté mormone. Ses parents sont très pauvres, son père est berger. Il a très tôt des expériences musicales, d'abord à l'harmonica, il chante des chansons de cow-boy, apprend la guitare avec sa tante, et s'essaie au piano sur l'instrument de ses grands-parents. En 1938, sa famille déménage à Montpelier, puis à Los Angeles en 1940, dans l'Utah en 1945, et s'installe définitivement à Los Angeles en 1949. À 7 ans, il apprend le solfège et le saxophone alto avec son père, d'abord sur un instrument Holton (en), puis s'achète un Selmer, avec de l'argent gagné en travaillant après l'école. Il joue du jazz dans des orchestres à l'école, et son oncle lui fait découvrir le  swing. À Los Angeles entre 1950 et 1953, La Monte Young fréquente le John Marshall High School, où il découvre différents styles de musique, et en particulier le dixieland et le bebop. Il y apprend également l'harmonie avec Clyde Sorensen, qui a étudié avec Arnold Schönberg à l'UCLA, et il écrit sa deuxième composition, en utilisant une gamme par tons. Entre 1951 et 1954, il prend des cours de clarinette et de saxophone avec William Green au conservatoire de musique de Los Angeles.
Young s'inscrit ensuite au Los Angeles City College, où il intègre le dance band, prenant la place de second alto devant Eric Dolphy, et joue deuxième clarinette derrière Dolphy. Il y suit des cours de contrepoint et de composition avec Leonard Stein. Il y découvre également la musique classique, qu'il connait très peu, et est impressionné en particulier par les compositeurs du XXe siècle, Claude Debussy, Anton Webern, Arnold Schönberg, Igor Stravinsky, Béla Bartók. En 1957, Young entre à l'UCLA, étudie la théorie de la musique, l'ethnomusicologie, l'harmonie, le contrepoint en musique baroque, et obtient son B.A. en juin 1958. C'est en tant qu'étudiant que La Monte Young produit ses premières compositions importantes, Variations for String Quartet (1954) est influencée par Bartók et Debussy. Young est très vite attiré par le sérialisme, au détriment du jazz, qu'il trouve plus limité. Alors qu'il étudie avec Leonard Stein, il compose Five Small Pieces for String Quartet (1956) sa première pièce écrite dans le style dodécaphonique, marquée par l'influence de Webern. Dans Variations pour alto, flûte, basson, harpe et trio à cordes (1957), for Brass (1957) et for Guitar (1958), Young commence à introduire des éléments qui préfigurent son style caractéristique, l'absence de tierces majeures, l'importance des quartes et quintes justes ainsi que des septièmes majeures, et une économie de moyens, n'utilisant que de longues notes tenues.
C'est Trio for Strings (1958), qui est généralement considérée comme la pièce la plus réussie et aboutissant au véritable style de La Monte Young. Elle est construite essentiellement sur de longues notes tenues, parfois de plusieurs minutes, de longs silences, et une économie de moyens extrême. La pièce est lente, avec des nuances généralement proches du piano, et fait une large utilisation d'un ensemble restreint d'accords, que Young désignera plus tard sous le nom de Dream Chords. Trio for Strings est largement considéré comme le point de départ du mouvement de la musique minimaliste,,.
En septembre 1958, La Monte Young envisage de s'inscrire à Princeton, où enseigne Milton Babbitt, mais préfère finalement l'université de Californie à Berkeley, où il étudie la composition avec Seymour Schifrin, Charles Cushing, et William Denny, ainsi que l'analyse. Ses compositions rencontrent une forte opposition de la part de ses professeurs et l'incompréhension de ses collègues étudiants. Seuls Terry Riley, Dennis Johnson et Terry Jennings s'intéressent à son travail et comprennent Trio for Strings. À l'été 1959, Young participe à une école d'été à Darmstadt par Karlheinz Stockhausen, pour lequel il a une grande admiration. C'est toutefois la musique de John Cage qu'il découvre et lui fait forte impression lors de ce séminaire, notamment grâce à la présence de David Tudor.

### New York et l'art conceptuel
La découverte de la musique de John Cage à Darmstadt influence très nettement les compositions de La Monte Young à partir de 1959, et oriente son travail vers l'art conceptuel. Poem for Chairs, Tables, Benches, Etc demande aux exécutants de pousser et traîner des  meubles sur le sol, la durée des  événements étant déterminée aléatoirement. Young est particulièrement intéressé par la création de sons par friction, traînant des gongs sur du béton, sur des sols en bois, ou raclant du métal sur des murs. Il s'aide parfois de bandes magnétiques pour étendre ses idées, comme dans 2 Sounds (1960), que Cage, enthousiaste, recommande à Merce Cunningham pour son ballet Winterbranch.
Vers l'automne 1960, Young déménage à New York avec sa compagne, la poétesse Diane Wakoski, afin d'étudier la musique électronique avec John Cage et Richard Maxfield. Il est bien accueilli par la communauté de l'avant-garde, et y joue très rapidement un rôle important. Il rencontre Yoko Ono et participe aux performances/concerts dans son loft, et en devient directeur musical deux mois seulement après son arrivée à New-York. Il compose des pièces regroupées sous les titres de Compositions 1960 et Compositions 1961, qui comptent parmi ses œuvres les plus célèbres, comme la présence d'un papillon (la pièce est finie quand le papillon sort de la pièce), ou Draw a straight line and follow it (Tirez un trait et suivez-le). Ces œuvres, qui comportent un fort aspect théâtral et conceptuel, font de lui un des leaders de l'avant-garde New-Yorkaise. il établit également des liens avec le mouvement Fluxus, notamment George Maciunas, ou Nam June Paik, qui interprète certaines de ses pièces. Il participe aux côtés de John Cage au numéro 8 du magazine Aspen, conçu par Georges Maciunas et édité par Dan Graham, The Fluxus issue, et entièrement consacré au mouvement Fluxus.

### Retour à l'improvisation et aux bourdons
Dès l'été 1961, La Monte Young revient à une conception plus traditionnelle de la musique et recentre son travail sur l'improvisation. D'abord au piano pour accompagner le saxophone alto de Terry Jennings, puis au saxophone sopranino, inspiré par le My Favorite Things de John Coltrane. Young explique le choix du sopranino au lieu du soprano de Coltrane par la volonté de conserver la tonalité familière de Mib, auquel il est habitué en tant qu'altiste, et le fait que la sonorité aigrelette du sopranino est plus proche du shenai indien que le soprano. Young compose plusieurs blues, qui utilisent la progression harmonique classique du blues, mais prolonge la durée de chaque accord pour un durée indéterminée, afin d'accentuer l'aspect modal, et de bourdon.
Pour développer ses improvisations au-dessus d'un bourdon, Young forme un groupe de musiciens, dont certains membres seront occasionnels (Terry Jennings, Dennis Johnson, Terry Riley...), d'autres seront des membres réguliers, le percussionniste Angus MacLise, le pianiste et altiste John Cale, Billy Linich, le violoniste Tony Conrad, et surtout l'artiste Marian Zazeela, qui devient la compagne de Young en 1962. Ils se marient le 22 juin 1963, et déménagent dans le quartier TriBeCa de New-York en août 1963. Ce groupe de musiciens forme ce qui s'appellera en 1965 le Theatre of Eternal Music, permet à Young d'interpréter ses compositions et expérimentations sonores. En 1962, il compose The Four Dreams of China, qui reprend des éléments de ses premières compositions minimalistes (les bourdons, le matériel harmonique), et fait le lien avec son travail actuel sur l'improvisation. Il organise également le matériel harmonique en quatre accords, qu'il appelle Dream Chords, et qui lui servent de matériel harmonique de base.
À la même période, les expérimentations de Young avec les bourdons et la musique modale le mènent à s'intéresser aux gammes naturelles. Après quelques tentatives de modification de l'instrument, il abandonne le saxophone sopranino, qui par construction, ne peut lui donner suffisamment de flexibilité en matière de hauteurs. Il utilise alors la voix, et un piano spécialement accordé, à partir de mars 1964, qui le mène à sa composition la plus ambitieuse, The Well-Tuned Piano, en constante évolution, toujours non terminée à ce jour. Il entreprend également un travail théorique important sur les gammes naturelles, ainsi que sur son système de composition à partir de rapport de nombres premiers, The Two Systems of Eleven Categories, un travail commencé en 1966 et jamais publié ni terminé. L'influence de la musique indienne, les gammes naturelles, l'utilisation des voix et la prédominance des bourdons sont au centre de The Tortoise, His Dreams and Journeys, commencé en 1964, et comme The Well-Tuned Piano, toujours en travaux à ce jour.
En 1966, le Theatre of Eternal Music se dissout, et Young  se produit désormais seul ou en duo avec Marian Zazeela. Ils installent des Dream Houses, installations sonores et lumineuses permanentes bâties à partir de lumières colorées et mouvantes créées par Zazeela, dans des musées et des galeries d'art. La première Dream House est installée dans la galerie d'art Friedrich à Munich en juillet 1969, et de nombreuses autres sont installées en Europe et aux États-Unis les années suivantes. À partir du début des années 1970, et jusque dans les années 1980, La Monte Young se consacre essentiellement à The Well-Tuned Piano.
Le jeudi 18 novembre 1982, il participe avec Terry Riley et Marian Zazeela au concert de Pandit Pran Nath au palais des sports de Metz au cours des 11° rencontres de musique contemporaine de Metz. Le lendemain, il crée dans cette même ville la version pour quatuor de son String Trio. Bien plus tard, sa Dream House ainsi que The Well Tuned piano seront pour plusieurs mois à l'affiche du centre Pompidou de Metz.
Le 14 octobre 2015, La Monte Young donne un unique concert à Paris, dans le cadre du Festival d’Automne, à l’église Saint-Eustache. Il joue The Second Dream of the High Tension Line Step down Transformer, une œuvre pour huit trompettes composée en 1984, tirée des Four Dreams of China.

## Influences
La première influence musicale de La Monte Young remonte au début de son enfance à Bern. Le vent qui s'engouffre dans la cabane où il vit, ainsi que les sons continus produits par les poteaux électriques l'obsèdent,. Il trouve ces sons magnifiques et mystérieux, et porte également son attention à d'autres sons naturels ou faits par l'homme: sifflement des trains, le bruit d'écoulement de l'eau, le bruit des insectes, des perceuses... La vie dans la communauté mormone reculée où il vit lui fait développer un sens particulier de l'espace et du temps, avec un attachement à la lenteur. Le son continu produit par les poteaux téléphoniques sont en particulier à l'origine des « Dream Chords  », un ensemble de quatre accords sur lesquels il fondera une partie de ses compositions.
Le jazz est une de ses principales influences. Au lycée et à l'université, il pratique beaucoup le saxophone, joue dans des big bands et dans des petites formations, en particulier avec Eric Dolphy, Don Cherry, Billy Higgins, et jusqu'en 1956, il envisageait de consacrer sa carrière au jazz. À ses débuts, son style de jeu au saxophone alto est influencé par Lee Konitz et Warne Marsh, puis plus tard par John Coltrane au saxophone sopranino. Sa composition Annod (1953-55) est marquée par le jeu de Lee Konitz et de Miles Davis sur le disque Ezzthetic de George Russell. Le jazz est une influence importante sur l'emploi de l'improvisation dans ses travaux à partir de 1962, influence toutefois conjuguée avec celle de la musique indienne, et plus généralement des musiques non occidentales. La Monte Young découvre la musique indienne dès 1957 sur le campus de l'UCLA. Il cite Ali Akbar Khan (sarod) et Chatur Lal (tabla) comme particulièrement marquants. La musique indienne aura une influence déterminante, particulièrement la découverte de la tampoura, qu'il apprend avec Pandit Prân Nath. Le rôle de bourdon de la tampoura le fascine, et pousse son intérêt vers les sons tenus de longue durée. Young reconnaît aussi l'influence de la musique japonaise et en particulier du gagaku, ainsi que de la musique des pygmées, et la musique amérindienne. Cette influence s'exerce sur ses compositions de jeunesse basées sur les bourdons, par exemple dans Trio for Strings (1958), ainsi que sur ses compositions ultérieures à partir de 1962.
La Monte Young découvre la musique classique assez tard, grâce à ses professeurs à l'université. Il s'intéresse à Béla Bartók, Igor Stravinsky, et cite l'Organum, Pérotin, Léonin et l'École de Notre-Dame, dont il voit les ramifications jusqu'à Claude Debussy (La cathédrale engloutie), comme une influence importante. Mais c'est surtout le sérialisme, avec Arnold Schönberg et Anton Webern, qui représente une influence sur ses compositions. En particulier, Young cite Webern et les sections statiques des Six Bagatelles pour quatuor à cordes (1913) et la Symphonie, op. 21 (1928) comme des œuvres l'ayant fortement aidé à faire la transition entre le sérialisme et le minimalisme.
Une influence extra-musicale importante chez la Monte Young est la prise de divers produits hallucinogènes, en tant qu'outil créatif et d'extension de la perception et de la conscience. Il utilise le LSD, la marijuana, le peyote, et le cannabis dès les années 1950, ce qui est aussi le cas de la plupart des musiciens du Theatre of Eternal Music. Le cannabis semble avoir été un élément l'ayant aidé dans Trio for Strings, mais se révèle aussi nocif lors d'improvisations où un décompte précis des temps doit être tenu, et semble avoir restreint ses possibilités vocales. Young affirme cependant que la drogue n'était qu'une aide, et que sa musique se serait développée de la même manière sans.

## Œuvres
- Scherzo en la mineur (c. 1953), piano
- Rondo en ré mineur (c. 1953), piano
- Annod (1953-55), groupe de musique pour la danse ou ensemble de jazz
- Quintette à vent (1954)
- Variations (1955), quatuor à cordes
- Young's Blues (c. 1955-59)
- Fugue en ré mineur (c. 1956), violon, alto et violoncelle
- Op. 4 (1956), cuivres et percussion
- Five Small Pieces for String Quartet, On Remembering A Naiad, 1. A Wisp, 2. A Gnarl, 3. A Leaf, 4. A Twig, 5. A Tooth (1956), pour quatuor à cordes
- Canon (1957), deux instruments au choix
- Fugue en la mineur (1957), quatre instruments au choix
- Fugue en do mineur (1957), orgue ou clavecin
- Fugue en mi bémol mineur (1957), cuivres ou autres instruments
- Fugue en fa mineur (1957), deux pianos
- Prélude en fa mineur (1957), piano
- Variations pour flûte alto, basson, harpe et trio à cordes (1957)
- for Brass (1957), octuor de cuivres
- for Guitar (1958), guitare
- Trio for Strings (1958), violon, alto et violoncelle
- Study (c.1958-59), violon et alto (non terminé)
- Sarabande (1959), clavier, octuor de cuivres, quatuor à cordes ou orchestre
- Studies I, II, and III (1959), piano
- Vision (1959), piano, 2 cuivres, flûte à bec, 4 bassons, violon, alto, violoncelle, contrebasse
- [Untitled] (1959-60), live friction sounds
- [Untitled] (1959-62), jazz-drone improvisations
- Poem for Chairs, Tables, Benches, etc. (1960), chaises, tables, benches et unspecified sound sources
- 2 Sounds (1960), recorded friction sounds
- Compositions 1960 #s 2, 3, 4, 5, 6, 7, 9, 10, 13, 15 (1960), performance pieces
- Piano Pieces for David Tudor #s 1, 2, 3 (1960), performance pieces
- Invisible Poem Sent to Terry Jennings (1960), performance pieces
- Piano Pieces for Terry Riley #s 1, 2 (1960), performance pieces
- Target for Jasper Johns (1960), piano
- Arabic Numeral (Any Integer) to H.F. (1960), piano(s) ou gong(s) ou ensembles d'au moins 45 instruments du même timbre, ou combinaison des précédents, ou orchestre
- Compositions 1961 #s 1 - 29 (1961), performance pieces
- Young's Dorian Blues en si bémol (c. 1960 ou 1961)
- Young's Dorian Blues en sol (c. 1960-1961-présent)
- Young's Aeolian Blues en si bémol (été 1961)
- Death Chant (1961), voix d'hommes, carillon ou grandes cloches
- Response to Henry Flynt Work Such That No One Knows What's Going On (c. 1962)
- [Improvisations] (1962-64), saxophone sopranino, vocal drones, various instruments. Realizations include : Bb Dorian Blues, The Fifth/Fourth Piece, ABABA, EbDEAD, The Overday, Early Tuesday Morning Blues, and Sunday Morning Blues
- Poem on Dennis' Birthday (1962), instruments non spécifiés
- The Four Dreams of China (The Harmonic Versions) (1962), including The First Dream of China, The First Blossom of Spring, The First Dream of The High-Tension Line Stepdown Transformer, The Second Dream of The High-Tension Line Stepdown Transformer, tunable, sustaining instruments of like timbre, in multiples of 4
- Studies in The Bowed Disc (1963), gong
- Pre-Tortoise Dream Music (1964), saxophone sopranino, saxophone soprano, boudron vocal, violon, alto, sine waves
- The Tortoise, His Dreams and Journeys (1964-présent), voix, différents instruments, sine waves. Realizations include : Prelude to The Tortoise, The Tortoise Droning Selected Pitches from The Holy Numbers for The Two Black Tigers, The Green Tiger and The Hermit, The Tortoise Recalling The Drone of The Holy Numbers as They Were Revealed in The Dreams of The Whirlwind and The Obsidian Gong and Illuminated by The Sawmill, The Green Sawtooth Ocelot and The High-Tension Line Stepdown Transformer
- The Well-Tuned Piano (1964-73-81-présent). Each realization is a separately titled and independent composition. Over 60 realizations to date. Création mondiale à Rome en 1974. Création américaine à New York en 1975.
- Sunday Morning Dreams (1965), tunable sustaining instruments and/or sine waves
- Composition 1965 $50 (1965), performance piece
- Map of 49's Dream The Two Systems of Eleven Sets of Galactic Intervals Ornamental Lightyears Tracery (1966-présent), voix, différents instruments, sine waves
- Bowed Mortar Relays (1964) (realization of Composition 1960 # 9), Soundtracks for Andy Warhol Films "Eat," "Sleep," "Kiss," "Haircut," tape
- The Two Systems of Eleven Categories (1966-présent), œuvre théorique;
- Chords from The Tortoise, His Dreams and Journeys (1967-présent), sine waves. Realizations include : Intervals and Triads from Map of 49's Dream The Two Systems of Eleven Sets of Galactic Intervals Ornamental Lightyears Tracery (1967), sound environment
- Robert C. Scull Commission (1967), sine waves
- Claes and Patty Oldenburg Commission (1967), sine waves
- Betty Freeman Commission (1967), sound and light box et sound environment
- Drift Studies (1967-présent), sine waves
- for Guitar (version en intonation juste) (1978), guitare
- for Guitar Prelude and Postlude  (1980), une ou plusieurs guitares
- The Subsequent Dreams of China (1980), tunable, sustaining instruments of like timbre, in multiples of 8
- The Gilbert B. Silverman Commission to Write, in Ten Words or Less, a Complete History of Fluxus Including Philosophy, Attitudes, Influences, Purposes (1981)
- Chords from The Well-Tuned Piano (1981-présent), sound environments. Includes : The Opening Chord (1981), The Magic Chord (1984), The Magic Opening Chord (1984)
- Trio for Strings (1983), versions pour quatuor à cordes, pour orchestre à cordes, et pour violon, alto, violoncelle et contrebasse
- Trio for Strings, version grave (1984), alto, violoncelle et contrebasse
- Trio for Strings, version sextuor (1984)
- Trio for Strings, version octuor à cordes (1984), 2 violons, 2 altos, 2 violoncelles et 2 contrebasses
- Trio for Strings Postlude from The Subsequent Dreams of China (c. 1984), instruments à cordes frottées
- The Melodic Versions (1984) of The Four Dreams of China (1962), including The First Dream of China, The First Blossom of Spring, The First Dream of The High-Tension Line Stepdown Transformer, The Second Dream of The High-Tension Line Stepdown Transformer, tunable, sustaining instruments of like timbre, in multiples of 4
- The Melodic Versions (1984) of The Subsequent Dreams of China, (1980) including The High-Tension Line Stepdown Transformer's Second Dream of The First Blossom of Spring, tunable, sustaining instruments of like timbre, in multiples of 8
- The Big Dream (1984), sound environment
- Orchestral Dreams (1985), orchestre
- The Big Dream Symmetries #s 1 - 6 (1988), sound environments
- The Symmetries in Prime Time from 144 to 112 with 119 (1989), incluant The Close Position Symmetry, The Symmetry Modeled on BDS # 1, The Symmetry Modeled on BDS # 4, The Symmetry Modeled on BDS # 7, The Romantic Symmetry, The Romantic Symmetry (over a 60 cycle base), The Great Romantic Symmetry, sound environments
- The Lower Map of The Eleven's Division in The Romantic Symmetry (over a 60 cycle base) in Prime Time from 144 to 112 with 119 (1989-1990), unspecified instruments and sound environment
- The Prime Time Twins (1989-90) incluant The Prime Time Twins in The Ranges 144 to 112; 72 to 56 and 38 to 28; Including The Spécial Primes 1 and 2 (1989)
- The Prime Time Twins in The Ranges 576 to 448; 288 to 224; 144 to 112; 72 to 56; 36 to 28; with The Range Limits 576, 448, 288, 224, 144, 56 and 28 (1990), sound environments
- Chronos Kristalla (1990), quatuor à cordes
- The Young Prime Time Twins (1991), incluant The Young Prime Time Twins in The Ranges 2304 to 1792; 1152 to 896; 576 to 448; 288 to 224; 144 to 112; 72 to 56; 36 to 28; Including or Excluding The Range Limits 2304, 1792, 1152, 576, 448, 288, 224, 56 and 28 (1991),
- The Young Prime Time Twins in The Ranges 2304 to 1792; 1152 to 896; 576 to 448; 288 to 224; 144 to 112; 72 to 56; 36 to 28; 18 to 14; Including or Excluding The Range Limits 2304, 1792, 1152, 576, 448, 288, 224, 56, 28 and 18; and Including The Special Young Prime Twins Straddling The Range Limits 1152, 72 and 18 (1991)
- The Young Prime Time Twins in The Ranges 1152 to 896; 576 to 448; 288 to 224; 144 to 112; 72 to 56; 36 to 28; Including or Excluding The Range Limits 1152, 576, 448, 288, 224, 56 and 28; with One of The Inclusory Optional Bases: 7; 8; 14:8; 18:14:8; 18:16:14; 18:16:14:8; 9:7:4; or The Empty Base (1991), sound environments
- The Symmetries in Prime Time from 288 to 224 with 279, 261 and 2 X 119 with One of The Inclusory Optional Bases: 7; 8; 14:8; 18:14:8; 18:16:14; 18:16:14:8; 9:7:4; or The Empty Base (1991-present), including The Symmetries in Prime Time When Centered above and below The Lowest Term Primes in The Range 288 to 224 with The Addition of 279 and 261 in Which The Half of The Symmetric Division Mapped above and Including 288 Consists of The Powers of 2 Multiplied by The Primes within The Ranges of 144 to 128, 72 to 64 and 36 to 32 Which Are Symmetrical to Those Primes in Lowest Terms in The Half of The Symmetric Division Mapped below and Including 224 within The Ranges 126 to 112, 63 to 56 and 31.5 to 28 with The Addition of 119 and with One of The Inclusory Optional Bases: 7; 8; 14:8; 18:14:8; 18:16:14; 18:16:14:8; 9:7:4; or The Empty Base (1991), sound environments
- Annod (1953-55) 92 X 19 Version for Zeitgeist (1992), alto saxophone, vibraphone, piano, bass, drums, including 92 XII 22 Two-Part Harmony and The 1992 XII Annod Backup Riffs;
- Just Charles & Cello in The Romantic Chord (2002-2003), violoncelle, pre-recorded cello drones and light design
- Raga Sundara, vilampit khayal set in Raga Yaman Kalyan (2002-présent), voix, différents instruments, tambura drone
- Trio for Strings, version en intonation juste (1984-2001-2005), 2 violoncelles, 2 violons et 2 altos

## Discographie sélective
- 31 VII 69 10:26 - 10:49 PM Munich from Map of 49's Dream The Two Systems of Eleven Sets of Galactic Intervals Ornamental Lightyears Tracery; 23 VIII 64 2:50:45-3:11 AM the volga delta from Studies in The Bowed Disc [a.k.a. The Black Record] (Édition X, West Germany, 1969)
- La Monte Young Marian Zazeela The Theatre of Eternal Music - Dream House 78' 17" (Shandar, 1974)
- The Well Tuned Piano 81 X 25 (6:17.50 - 11:18:59 PM NYC) (Gramavision, 1988)
- 90 XII C. 9:35-10:52 PM NYC, The Melodic Version (1984) of The Second Dream of the High-Tension Line Stepdown Transformer From the Four Dreams of China (Gramavision, 1991)
- Just Stompin': Live at The Kitchen (Gramavision, 1993)
- The Well-Tuned Piano in The Magenta Lights (87 V 10 6:43:00 PM 87 V 11 01:07:45 AM NYC) (Just Dreams, DVD-9, 2000)